# Малколм IV
Малколм IV (владао од 1153. до 1165. године), краљ Шкотске.

## Историја
Малколм IV наследио је свог деду, краља Дејвида I, са само 12 година. Малкомов отац био је принц Хенри, Дејвидов син и наследник све до своје преране смрти 1152. Нови краљ био је окружен норманским саветницима и пријатељима свога оца и деде, и наследио је шкотску краљевину у којој је енглески већ постао службени језик, а феудализам био дубоко укорењен. Ово је био узрок избијања побуне у Марију у почетку његове владавине. Људи из Марија су одбили да признају Малколма за краља, јер су сматрали да породица покојног краља Лулаха (владао 1057) има веће право на престо. У скоро исто време избила је побуна у Геловеју, усмерена против утицаја Нормана на двору. После неколико покушаја Малкомове присталице угушиле су оба устанка, уз норманску помоћ, али нису уклониле њихове узроке, нити народни гнев. Војна помоћ дошла је од краља Хенрија II Плантаџенета, који је у замену успео да наведе Малколма да одустане од шкотских поседа у Нортамбрији (1057).
Малколм се није женио и није имао деце. Кад је умро (1165) наследио га је брат, Вилијем I Лав (владао 1165-1214).